# Diecezja Tibú
Diecezja Tibú (łac. Dioecesis Tibuensis, hisz. Diócesis de Tibú) – rzymskokatolicka diecezja ze stolicą w Tibú, w Kolumbii. Jest sufraganią archidiecezji Nueva Pamplona.
W 2004 na terenie diecezji pracowało 4 zakonników i 34 sióstr zakonnych.

## Historia
1 sierpnia 1951 papież Pius XII bullą In nimium territorium erygował prałaturę terytorialną Bertrania en el Catatumbo. Dotychczas wierni z tych terenów należeli do diecezji Nueva Pamplona (obecnie archidiecezja Nueva Pamplona).
16 listopada 1983 zmieniono nazwę na prałatura terytorialna Tibú.
29 grudnia 1998 papież Jan Paweł II podniósł prałaturę terytorialną Tibú do rangi diecezji.

## Ordynariusze

### Prałaci terytorialni Bertrania en el Catatumbo
- Juan José Díaz Plata OP (1953–1979)
- Jorge Leonardo Gómez Serna OP (1980–1983)

### Prałaci terytorialni Tibú
- Jorge Leonardo Gómez Serna OP (1983–1986) następnie mianowany biskupem Socorro y San Gil
- Horacio Olave Velandia (1988–1988)
- Luis Madrid Merlano (1988–1995) następnie mianowany biskupem Cartago
- José de Jesús Quintero Díaz (1996–1998)

### Biskupi Tibú
- José de Jesús Quintero Díaz (1998–2000) następnie mianowany wikariuszem apostolskim Leticia
- Camilo Fernando Castrellón Pizano SDB (2001–2009) następnie mianowany biskupem Barrancabermeja
- Omar Alberto Sánchez Cubillos OP (2011–2020) następnie mianowany arcybiskupem metropolitą Popayán

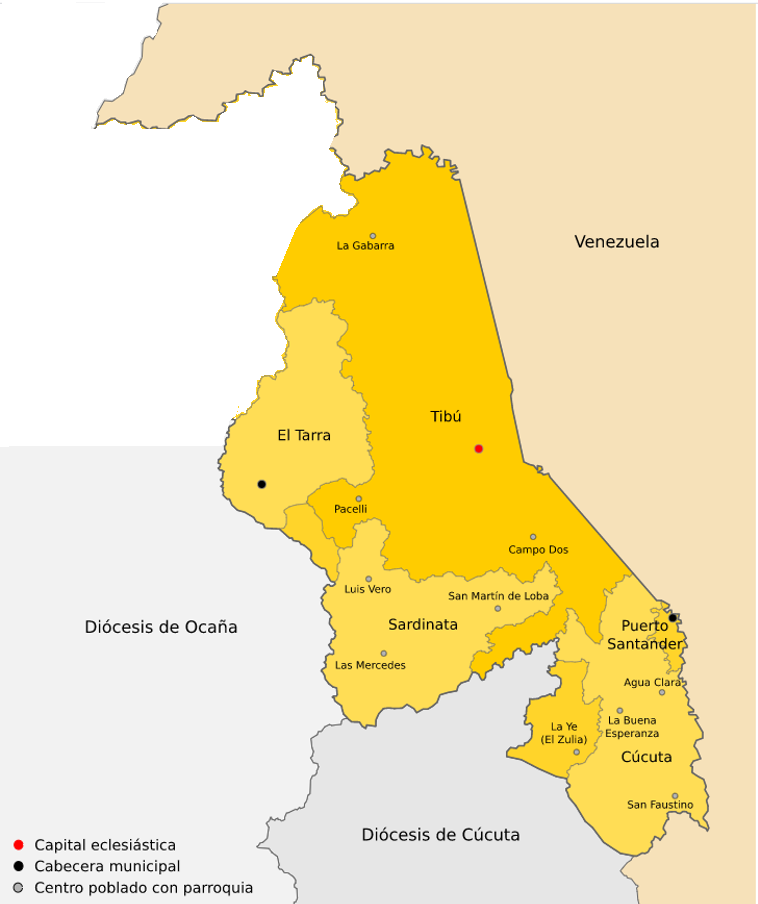
Mapa diecezji

- Israel Bravo Cortés (od 2022)